# 贾春华
贾春华（1968年1月20日—），是已经退役的中国足球守门员，目前担任上海东亚的守门员教练。
贾春华最为人知的事迹是1993年夏天的上海国际足球邀请赛的半决赛，在上海队与墨西哥内卡萨互射点球决胜时扑出了四个点球。1994年第一届职业足球联赛，他是上海申花的两位国内门将之一。次年，由于引进了外援门将高佳，贾春华转投新组建的上海浦东，并一直效力到2002年。
退役后，他连续多年在已经改名为上海中远的球队（后来的西安国际、浐灞）中继续担任守门员教练。2010年，他出任上海东亚的守门员教练。